# Škoda Superb
A Škoda Superb középkategóriás autó, a Škoda egyik csúcsmodellje. 2001 óta készül, azóta a harmadik generációnál tart. Többnyire a Volkswagen Passat meghosszabbított MQB padlólemezére épül. 1934 és 1949 között már használták a Superb nevet.

## Superb (1934–1949)
Az 1930-as években már használták a Superb nevet, és ekkor is a legdrágább típus volt a palettán: négyszemélyes változata 61 900, a hatszemélyes 64 900 koronába került. 1934-ben, a legolcsóbb típus, a Škoda Popular megjelenése után néhány hónappal kezdődtek az eladásai 640 Superb néven. 1600 kg-ot nyomott, tengelytávolsága 3,3 méter. Kezdetben a korábbi Škoda 645 hathengeres, 55 lóerős motorját használták benne, majd 1936-tóban 2492-ről 2703 cm³-re növelték a hengerűrtartalmát, ez az új motor már 62 lóerőre volt képes. A következő frissítéskor ezek az adatok 65 lóerőre és 2914 köbcentiméterre változtak. A nácik uralma idején a márka kizárólag a tisztek és felsőbb katonai vezetők számára gyártott autókat, köztük Superb luxusautókat is. A Superb alapjaira néhány 903-as típusjelzésű, hatkerekű harci terepjárót is építettek.
A második világháborút követően alaposan visszavetették a gyártását, helyette a nagyobb keresletű teherautókra álltak rá. Miután a korábban Jawa márkanevű autókat gyártó kvasinyi üzem a Škodáé lett, ide helyezték át többek között a Superb gyártását is. A világháború után újraindított Superb megegyezett az 1938-as változattal.

## Első generáció (3u4, 2001–2008)
2000-ben a Volkswagen vezetése Thomas Ingenlath-ot nevezte ki a Škoda formatervezésének élére. Thomas korábban a londoni Royal College of Art növendéke volt. Az első Superb mellett ő tervezte a Roomstert, a Yetit és a 2004-es Octaviát is.
2001-ben a Genfi Autókiállításon mutatták be a Škoda Montreux-t, amely a VW Passat nyújtott tengelytávú, Kínában használt padlólemezére épül. A Passat Lingyu tengelytávja 10 centiméterrel hosszabb az alapmodellénél. Végül nem a Montreux lett a végleges név, hanem felelevenítették az 1930-as évek Škoda-luxusautóinak modellnevét, a Superbet. 2001 őszén dobták piacra. Három benzin- és három dízelmotorral volt elérhető, mindegyik automata vagy hatfokozatú manuális váltóval. Az első generációból Kvasinyben 135 694 darab készült. 2006-ban átesett egy kisebb frissítésen.

### Škoda Tudor
Akárcsak a Superbet, a kupéváltozatot is a Genfi Autókiállításon mutatták be, egy évvel később, 2002-ben. Alvázát és műszerfalát is a Superb/Montreux-tól kölcsönözte. A Superbhez hasonlóan ez a típus is egy régebbi nevet elevenített fel: ez volt a Škoda Tudor. A Volkswagen Passat 2,8 literes, V6-os, 193 lóerős motorját használta az összkerékhajtású tanulmány. Nem gyártották sorozatban.

## Második generáció (B6, 2008–2015)
A 2008-as Genfi Autókiállításon bemutatkozó Superb II hosszabb és szélesebb, ugyanakkor alacsonyabb és rövidebb tengelytávú az eredetinél. Az elsőtől eltérően kombi karosszériával is gyártották. A TwinDoor nevű szabadalmaztatott rendszer révén alaphelyzetben csak a csomagtér fedele nyitható ki, ám távirányító segítségével ablakostul felnyithatjuk, tehát négy- és ötajtósként is használható. A csomagtér méretét ezen kívül a hátsó ülések lehajtásával is növelhetjük 565-ről 1670 literre.

## Harmadik generáció (B8, 2015–)

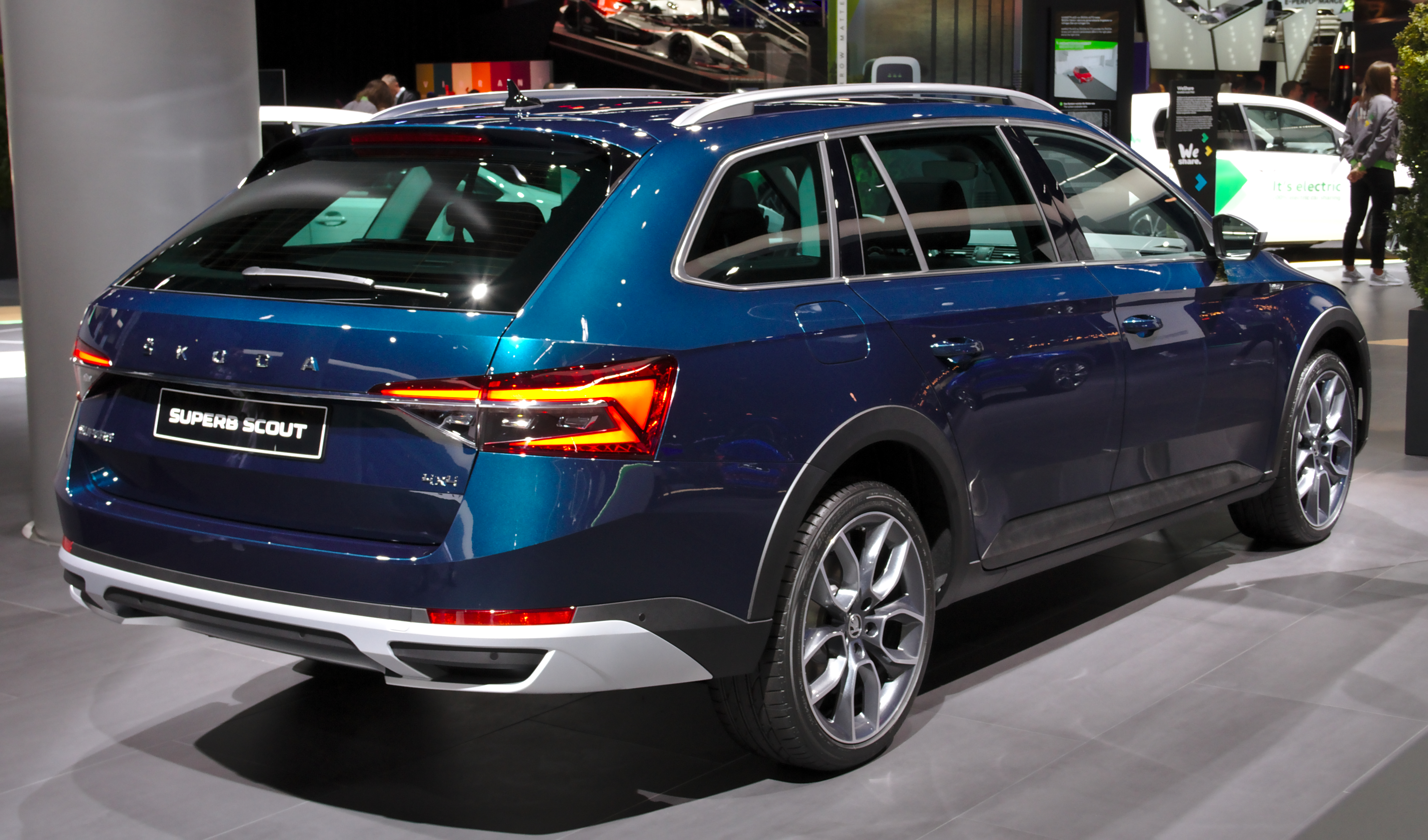
Škoda Superb Combi Scout

A harmadik Škoda Superb testvérmodellje a 2014-ben megjelent B8-as Volkswagen Passat. Először Prágában, majd a nagyközönségnek Genfben mutatták be. Az első darabot 2015. február 17-én leplezték le a Forum Karlínban 800 nemzetközi látogató részvételével és egy külön erre az alkalomra szerzett szimfónia kíséretében. A prágai bemutatón Chaka Khan és Aura Dione léptek fel. A márka által Simply clevernek (amely 2001 óta a Škoda szlogenje) címzett 23 fejlesztés közül 10-et ebben az autóban alkalmaztak először.
A második és első generáció összehasonlításával ellentétben a harmadik minden dimenziójában nőtt a másodikhoz képest: 2,8 centiméterrel hosszabb, 6,4 centiméterrel szélesebb, 6 milliméterrel magasabb, 8 centiméterrel hosszabb tengelytávú, az első túlnyúlás ugyanakkor 61 milliméterrel kisebb. Belső tere másfél méter széles. Az ötajtósé csomagtere legalább 625, legfeljebb 1760 liter, míg a kombié 660 alaphelyzetben, legfeljebb 1950. A csomagtérajtó láblendítésre is nyílik a SmartGate technológiának köszönhetően. Tömege ugyanakkor 75 kilogrammal csökkent. Öt benzin- és három dízelmotorjának teljesítménye 120 és 280 lóerő között van.
A karosszériakínálat kissé változott: a kombi maradt, de a négy- és ötajtósként használható limuzinból végleg ötajtós ferde hátú lett. Az első ajtókba gyárilag esernyőt tesznek (már a második generáció bal hátsó ajtajában volt), a szélvédő közelében parkolójegytartó található.

### Motorok
Az adatok az új típus 2015-ös megjelenésének idejére vonatkoznak. A motorok mindannyian négyhengeresek és turbófeltöltősek.
| Név                | Hengerűrtartalom | Teljesítmény (lóerő) | Nyomaték (Nm) | Végsebesség (km/h) | Gyorsulás 0–100 km/h | Fogyasztás l/100 km | CO2-kibocsátás (g/km) | Autó tömege (kg) |               |
| Benzinmotorok      | Benzinmotorok    | Benzinmotorok        | Benzinmotorok | Benzinmotorok      | Benzinmotorok        | Benzinmotorok       | Benzinmotorok         | Benzinmotorok    | Benzinmotorok |
| ------------------ | ---------------- | -------------------- | ------------- | ------------------ | -------------------- | ------------------- | --------------------- | ---------------- | ------------- |
| 1.4 TSI            | 1395             | 125                  | 200           | 208                | 9,9                  | 5,3                 | 122                   | 1375             |               |
| 1.4 TSI ACT        | 1395             | 150                  | 250           | 220                | 8,6                  | 4,8                 | 112                   | 1385             |               |
| 1.4 TSI ACT 4x4    | 1695             | 150                  | 250           | 217                | 9,0                  | 5,4                 | 125                   | 1505             |               |
| 1.8 TSI            | 1798             | 180                  | 250           | 232                | 8,0                  | 5,8                 | 134                   | 1465             |               |
| 2.0 TSI            | 1984             | 200                  | 350           | 243                | 7,0                  | 6,1                 | 142                   | 1505             |               |
| 2.0 TSI 4x4        | 1984             | 280                  | 350           | 250                | 5,8                  | 7,1                 | 165                   | 1614             |               |
| Dízelmotorok       |                  |                      |               |                    |                      |                     |                       |                  |               |
| 1.6 TDI            | 1598             | 120                  | 250           | 206                | 10,9                 | 3,9                 | 103                   | 1465             |               |
| 2.0 TDI 150 LE     | 1968             | 150                  | 340           | 220                | 8,8                  | 4,0                 | 105                   | 1485             |               |
| 2.0 TDI 150 LE 4x4 | 1968             | 150                  | 340           | 217                | 9,1                  | 4,4                 | 116                   | 1605             |               |
| 2.0 TDI 190 LE     | 1968             | 190                  | 400           | 237                | 8,0                  | 4,0                 | 105                   | 1485             |               |
| 2.0 TDI 190 LE 4x4 | 1968             | 190                  | 400           | 229                | 7,6                  | 5,0                 | 131                   | 1615             |               |